# 菂官
菂官，一作药官，《红楼梦》人物，系贾府买来的十二个唱戏的女孩之一（其餘是：文官、寶官、玉官、齡官、藕官、蕊官、茄官、芳官、葵官、豆官、艾官），饰小旦。她在戏中与小生藕官常扮夫妻，二人相好异常，又将曲文排场中的温存体贴延续到日常生活，但不久她夭亡了，致使藕官哭得死去活来。